# Les Carnets de route de Mito Kōmon
Pour plus de détails, voir Fiche technique et Distribution.
Les Carnets de route de Mito Kōmon (水戸黄門漫遊記, Mito Kōmon man'yūki) est un film japonais réalisé par Kenji Misumi et sorti en 1958.

## Synopsis
Le conseiller Mitsukuni Mito, après avoir servi trois générations de shoguns se retire de ses fonctions pour goûter à une vie simple dans une modeste demeure à cultiver son champ. Lorsque l'envie lui prend de partir en voyage et de parcourir le pays, il est escorté pour sa sécurité par les samouraïs Sukesaburō et Kakunoshin. Mais l'espiègle vieil homme ne tarde pas à leur fausser compagnie et à s'accoquiner avec deux aigrefins qui semblent avoir maille à partir avec la police.

## Fiche technique
- Titre : Les Carnets de route de Mito Kōmon[1]
- Titre original : 水戸黄門漫遊記 (Mito Kōmon man'yūki?)
- Réalisation : Kenji Misumi
- Scénario : Hideo Oguni
- Photographie : Hiroshi Imai (ja)
- Musique : Nakaba Takahashi (ja)
- Décors : Seiichi Ōta
- Société de production : Daiei
- Pays de production :  Japon
- Langue originale : japonais
- Format : noir et blanc — 2,35:1 — 35 mm — son mono
- Genres : chanbara ; jidai-geki
- Durée : 87 minutes[2] (métrage : neuf bobines - 2 361 m[2])
- Dates de sortie :
  - Japon : 21 décembre 1958[2]

## Distribution
- Ganjirō Nakamura : Mitsukuni 'Kōmon' Mito
- Shintarō Katsu : Sutekichi
- Ryūzō Shimada (ja)
- Ryūji Shinagawa (ja) : Sukesaburō Sasaki
- Toshio Chiba (ja) : Kakunoshin Atsumi
- Tamao Nakamura : Okinu
- Tokiko Mita (ja) : Kotoe

## Autour du film
Alors que l'histoire a déjà été adaptée plusieurs fois au cinéma, Misumi s'adjoint l'aide de Hideo Oguni, scénariste attitré d'Akira Kurosawa, pour un chanbara qui joue astucieusement des faux-semblants.